# Луценко, Олег Александрович
Оле́г Алекса́ндрович Луце́нко (укр. Олег Олександрович Луценко; 14 февраля 1993) — украинский футболист, защитник

## Игровая карьера
Воспитанник ФК «Молодь» (Полтава). Выступал в молодёжных составах «Волыни» (Луцк), «Металлиста» (Харьков) и во второй лиге в «Шахтёре-3» (Донецк). В июле 2013 года стал игроком ФК «Черноморец». Играл в молодёжной команде «моряков».
Первый поединок в Премьер-лиге провёл 4 апреля 2015 года, выйдя вместо Артёма Филимонова на заключительные 25 минут в игре против киевского «Динамо». Через неделю тренер одесситов Александр Бабич провёл практически идентичную замену в игре с донецким «Шахтёром». После окончания сезона Луценко первые сборы провёл с «Черноморцем», после чего поговорил с тренером по поводу аренды в криворожский «Горняк», и получил на это согласие. Контракт с криворожанами был рассчитан на один год.
В новой команде Луценко дебютировал 22 июля 2015 года в матче 1/16 финала Кубка Украины в Новой Каховке с местной «Энергией». Полузащитник появился на поле на 60-й минуте, сменив Сергея Нудного. 14 декабря того же года стало известно, что годичный арендный контракт Олега был расторгнут досрочно по взаимному согласию всех сторон. 28 января 2016 года было официально объявлено о расторжении контракта футболиста с «Черноморцем». В апреле 2016 года подписал контракт с черниговской «Десной», за которую играл до конца сезона.